# Хлороксифіт
Хлороксифіт — рідкісний свинцево-мідний галогенідний мінерал від оливково-зеленого до фісташкового кольору з формулою: Pb3CuO2Cl2(OH)2.
Вперше він був виявлений у 1923 році в Мендіп-Хіллз, Сомерсет, Англія, в асоціації з мендипітом. Як і мендипіт, він є оксихлоридом і утворюється в результаті вторинного окиснення свинцевої руди (галеніту). Крім мендипіту зустрічається з діаболеїтом, паркінсонітом, вульфенітом, церуситом і гідроцеруситом. Його назва походить від грец. χλωρός («зелений»), що описує його колір, і грец. ζιφος («лезо», «клинок»), оскільки його кристалічна форма — це довгі лезоподібні кристали.